# Esteville
Esteville é uma comuna francesa na região administrativa da Normandia, no departamento de Sena Marítimo. Estende-se por uma área de 5,32 km². Em 2010 a comuna tinha 499 habitantes (densidade: 93,8 hab./km²).